# Supercopa de España de Fútbol 1999
La Supercopa de España de 1999 fue la XVI edición del torneo, correspondiente a la temporada 1999-00. Se disputó doble partido en España entre los días 8 y 15 de agosto. Enfrentó al campeón de la Primera División 1998-99, el F. C. Barcelona, y el campeón de la Copa del Rey 1998-99, el Valencia C. F. El Valencia Club de Fútbol se adjudicó el título por primera vez en su historia en su primera participación tras vencer en el computo global por 4:3.
| Bandera de la Comunidad Valenciana | 4 - 3 | Bandera de Cataluña |
| Valencia C. F. 1 3                 | 4 - 3 | F. C. Barcelona 0 3 |
| ---------------------------------- | ----- | ------------------- |

## Partidos
| F. C. Barcelona |  | Bandera de Cataluña                |  | Campeón de la Primera División de España (1998/99) |
| Valencia C. F.  |  | Bandera de la Comunidad Valenciana |  | Campeón de la Copa del Rey (1998/99)               |

### Ida
| 1          | POR        | Santiago Cañizares       |     |
| 20         | DEF        | Jocelyn Angloma          |     |
| 3          | DEF        | Joachim Björklund        |     |
| 5          | DEF        | Miroslav Djukić          |     |
| 15         | DEF        | Amedeo Carboni           | 79' |
| 23         | MED        | David Albelda            |     |
| 8          | MED        | Francisco Javier Farinós | 77' |
| 6          | MED        | Gaizka Mendieta          |     |
| 10         | DEL        | Miguel Ángel Angulo      |     |
| 7          | DEL        | Claudio López            |     |
| 11         | DEL        | Adrian Ilie              | 69' |
| Entrenador | Entrenador | Héctor Cuper             |     |

| 1          | POR        | Ruud Hesp        |     |
| 2          | DEF        | Michael Reiziger |     |
| 8          | DEF        | Phillip Cocu     | 75' |
| 12         | DEF        | Sergi Barjuán    |     |
| 22         | DEF        | Frank De Boer    |     |
| 4          | MED        | Pep Guardiola    | 50' |
| 23         | MED        | Boudewijn Zenden | 60' |
| 7          | MED        | Luís Figo        |     |
| 10         | MED        | Jari Litmanen    |     |
| 21         | DEL        | Luis Enrique     |     |
| 9          | DEL        | Patrick Kluivert |     |
| Entrenador | Entrenador | Louis van Gaal   |     |

| 17 | DEL | Juan Sánchez   | 69' |
| 9  | MED | Óscar García   | 77' |
| 24 | DEF | Daniel Fagiani | 79' |

| 3  | DEF | Frédéric Déhu | 50' |
| 20 | MED | Simão Sabrosa | 60' |
| 28 | MED | Gabri García  | 75' |

|  | 86' | Claudio López | 1-0 |

|  |  |

|  | 15' | Santiago Cañizares |

|  | 18' | Michael Reiziger |
|  | 72' | Phillip Cocu     |

| Árbitro: | José María García-Aranda |

| 1          | POR        | Santiago Cañizares       |     |
| 20         | DEF        | Jocelyn Angloma          |     |
| 3          | DEF        | Joachim Björklund        |     |
| 5          | DEF        | Miroslav Djukić          |     |
| 15         | DEF        | Amedeo Carboni           | 79' |
| 23         | MED        | David Albelda            |     |
| 8          | MED        | Francisco Javier Farinós | 77' |
| 6          | MED        | Gaizka Mendieta          |     |
| 10         | DEL        | Miguel Ángel Angulo      |     |
| 7          | DEL        | Claudio López            |     |
| 11         | DEL        | Adrian Ilie              | 69' |
| Entrenador | Entrenador | Héctor Cuper             |     |

| 1          | POR        | Ruud Hesp        |     |
| 2          | DEF        | Michael Reiziger |     |
| 8          | DEF        | Phillip Cocu     | 75' |
| 12         | DEF        | Sergi Barjuán    |     |
| 22         | DEF        | Frank De Boer    |     |
| 4          | MED        | Pep Guardiola    | 50' |
| 23         | MED        | Boudewijn Zenden | 60' |
| 7          | MED        | Luís Figo        |     |
| 10         | MED        | Jari Litmanen    |     |
| 21         | DEL        | Luis Enrique     |     |
| 9          | DEL        | Patrick Kluivert |     |
| Entrenador | Entrenador | Louis van Gaal   |     |

| 17 | DEL | Juan Sánchez   | 69' |
| 9  | MED | Óscar García   | 77' |
| 24 | DEF | Daniel Fagiani | 79' |

| 3  | DEF | Frédéric Déhu | 50' |
| 20 | MED | Simão Sabrosa | 60' |
| 28 | MED | Gabri García  | 75' |

|  | 86' | Claudio López | 1-0 |

|  |  |

|  | 15' | Santiago Cañizares |

|  | 18' | Michael Reiziger |
|  | 72' | Phillip Cocu     |

| Árbitro: | José María García-Aranda |

### Vuelta
| 1          | POR        | Ruud Hesp        |     |
| 2          | DEF        | Michael Reiziger |     |
| 8          | DEF        | Phillip Cocu     |     |
| 12         | DEF        | Sergi Barjuán    |     |
| 22         | DEF        | Frank De Boer    |     |
| 4          | MED        | Pep Guardiola    | 75' |
| 6          | MED        | Ronald de Boer   | 71' |
| 7          | MED        | Luís Figo        |     |
| 31         | MED        | Nano             |     |
| 21         | DEL        | Luis Enrique     | 73' |
| 9          | DEL        | Patrick Kluivert |     |
| Entrenador | Entrenador | Louis van Gaal   |     |

| 1          | POR        | Santiago Cañizares       |     |
| 20         | DEF        | Jocelyn Angloma          |     |
| 3          | DEF        | Joachim Björklund        |     |
| 5          | DEF        | Miroslav Djukić          |     |
| 15         | DEF        | Amedeo Carboni           |     |
| 23         | MED        | David Albelda            |     |
| 8          | MED        | Francisco Javier Farinós |     |
| 6          | MED        | Gaizka Mendieta          |     |
| 10         | DEL        | Miguel Ángel Angulo      | 78' |
| 7          | DEL        | Claudio López            |     |
| 17         | DEL        | Juan Sánchez             | 64' |
| Entrenador | Entrenador | Héctor Cuper             |     |

| 28 | MED | Gabri García     | 71' |
| 19 | DEL | Dani García      | 73' |
| 23 | MED | Boudewijn Zenden | 75' |

| 18 | MED | Kily González | 64' |
| 14 | DEF | Gerard López  | 78' |

|  | 13' | Patrick Kluivert | 1-0 |
|  | 21' | Ronald de Boer   | 2-1 |
|  | 62' | Patrick Kluivert | 3-2 |

|  | 15' | David Albelda            | 1-1 |  |
|  | 54' | Juan Sánchez             | 2-2 |  |
|  | 65' | Francisco Javier Farinós | 3-3 |  |

|  | 24' | Luis Enrique |
|  | 62' | Luís Figo    |

|  | 37' | David Albelda      |
|  | 49' | Amedeo Carboni     |
|  | 62' | Santiago Cañizares |

|  |

| Otorgado · Otorgado otra vez · Expulsado | 83' | David Albelda |

| Árbitro | Antonio Jesús López Nieto |

| 1          | POR        | Ruud Hesp        |     |
| 2          | DEF        | Michael Reiziger |     |
| 8          | DEF        | Phillip Cocu     |     |
| 12         | DEF        | Sergi Barjuán    |     |
| 22         | DEF        | Frank De Boer    |     |
| 4          | MED        | Pep Guardiola    | 75' |
| 6          | MED        | Ronald de Boer   | 71' |
| 7          | MED        | Luís Figo        |     |
| 31         | MED        | Nano             |     |
| 21         | DEL        | Luis Enrique     | 73' |
| 9          | DEL        | Patrick Kluivert |     |
| Entrenador | Entrenador | Louis van Gaal   |     |

| 1          | POR        | Santiago Cañizares       |     |
| 20         | DEF        | Jocelyn Angloma          |     |
| 3          | DEF        | Joachim Björklund        |     |
| 5          | DEF        | Miroslav Djukić          |     |
| 15         | DEF        | Amedeo Carboni           |     |
| 23         | MED        | David Albelda            |     |
| 8          | MED        | Francisco Javier Farinós |     |
| 6          | MED        | Gaizka Mendieta          |     |
| 10         | DEL        | Miguel Ángel Angulo      | 78' |
| 7          | DEL        | Claudio López            |     |
| 17         | DEL        | Juan Sánchez             | 64' |
| Entrenador | Entrenador | Héctor Cuper             |     |

| 28 | MED | Gabri García     | 71' |
| 19 | DEL | Dani García      | 73' |
| 23 | MED | Boudewijn Zenden | 75' |

| 18 | MED | Kily González | 64' |
| 14 | DEF | Gerard López  | 78' |

|  | 13' | Patrick Kluivert | 1-0 |
|  | 21' | Ronald de Boer   | 2-1 |
|  | 62' | Patrick Kluivert | 3-2 |

|  | 15' | David Albelda            | 1-1 |  |
|  | 54' | Juan Sánchez             | 2-2 |  |
|  | 65' | Francisco Javier Farinós | 3-3 |  |

|  | 24' | Luis Enrique |
|  | 62' | Luís Figo    |

|  | 37' | David Albelda      |
|  | 49' | Amedeo Carboni     |
|  | 62' | Santiago Cañizares |

|  |

| Otorgado · Otorgado otra vez · Expulsado | 83' | David Albelda |

| Árbitro | Antonio Jesús López Nieto |

| Campeón Supercopa de España 1999 |
| -------------------------------- |
| Valencia C.F. 1° Título          |

| Predecesor: Supercopa de España 1998 | Supercopa de España 1999 | Sucesor: Supercopa de España 2000 |